# Chiesa di San Geminiano (Pontremoli)
La chiesa di San Geminiano è un luogo di culto cattolico situato in piazzetta San Geminiano a Pontremoli, in provincia di Massa-Carrara. È dedicata al patrono cittadino, san Geminiano.

## Storia e descrizione
È situata ai piedi del castello del Piagnaro, nella piazza di San Geminiano nella quale l'imperatore Federico II fece accecare il suo consigliere Pier della Vigna, ingiustamente accusato di tradimento.
In origine la chiesa era una cappella privata appartenente alla famiglia degli Adalberti, risalente all'XI secolo.
La cappella fu ristrutturata tra il 1670 e il 1687 nelle forme attuali con una struttura a navata unica. 
Nel 1721 il titolo parrocchiale passò alla collegiata di Santa Maria Assunta.
All'esterno, al sommo del timpano spezzato, in una nicchia, si trova la statua in cotto dipinto di San Geminiano, raffigurato come un anziano con lunga barba, stante, recante il pastorale nella mano sinistra mentre con la destra fa il gesto di benedire. Sul capo ha la mitria crucesignata e sul camice indossa dalmatica, la casula e il pallio. La statua, opera dell'artigiano Calani, poggia su un basamento quadrangolare ornato da foglie d'acanto agli angoli e da un medaglione circolare al centro, ed è stata qui collocata agli inizi del XIX secolo.
All'interno custodisce un tondo in arenaria raffigurante il Cristo benedicente del XVII secolo e una statua lignea, sempre seicentesca del Cristo che va al Calvario, dell'artista piacentino Giovanni Setti, detto "il Romano”. Sulla cantoria in controfacciata vi è l'organo a canne, della seconda metà del XVIII secolo.

## Galleria d'immagini

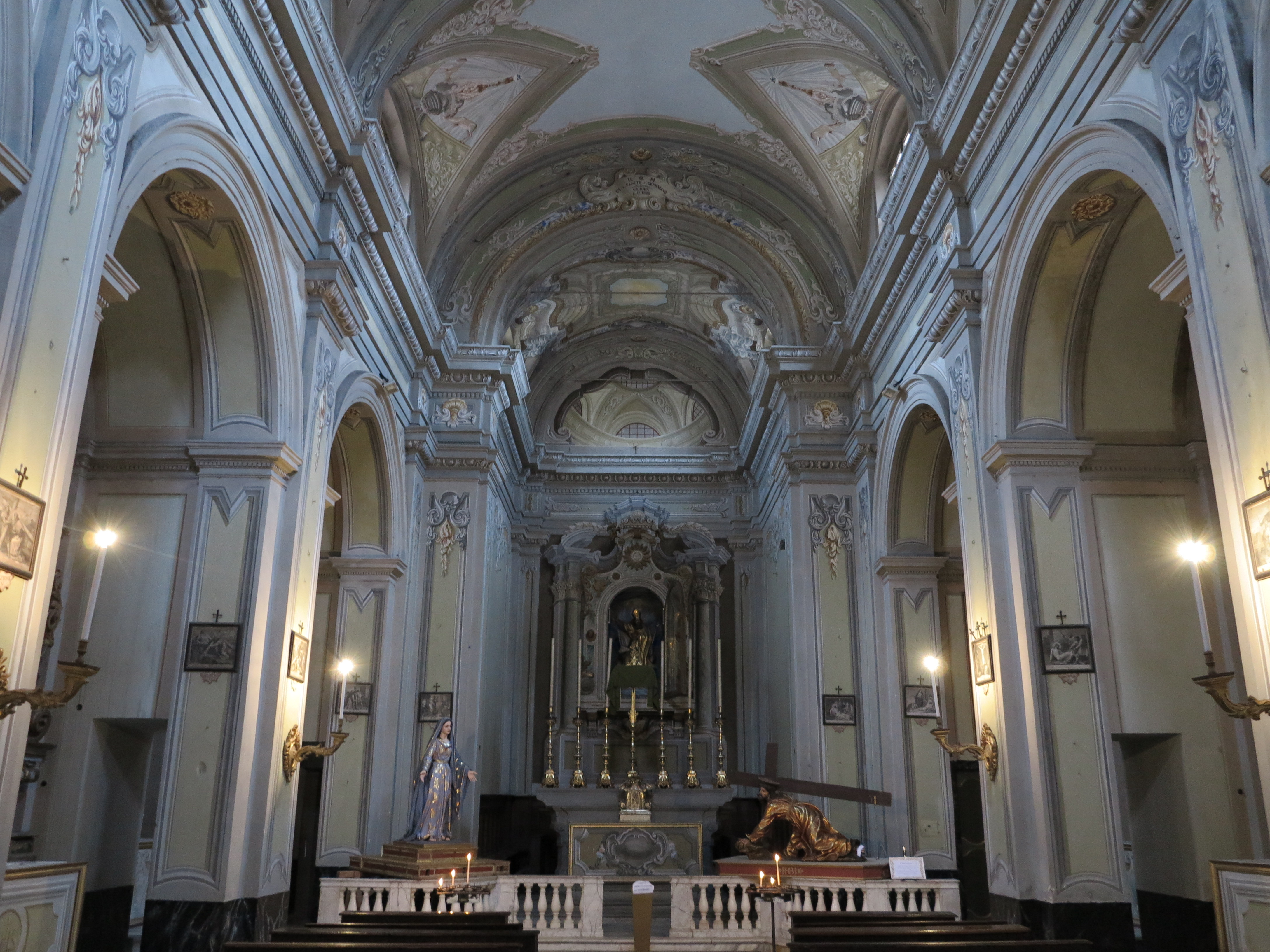
Interno
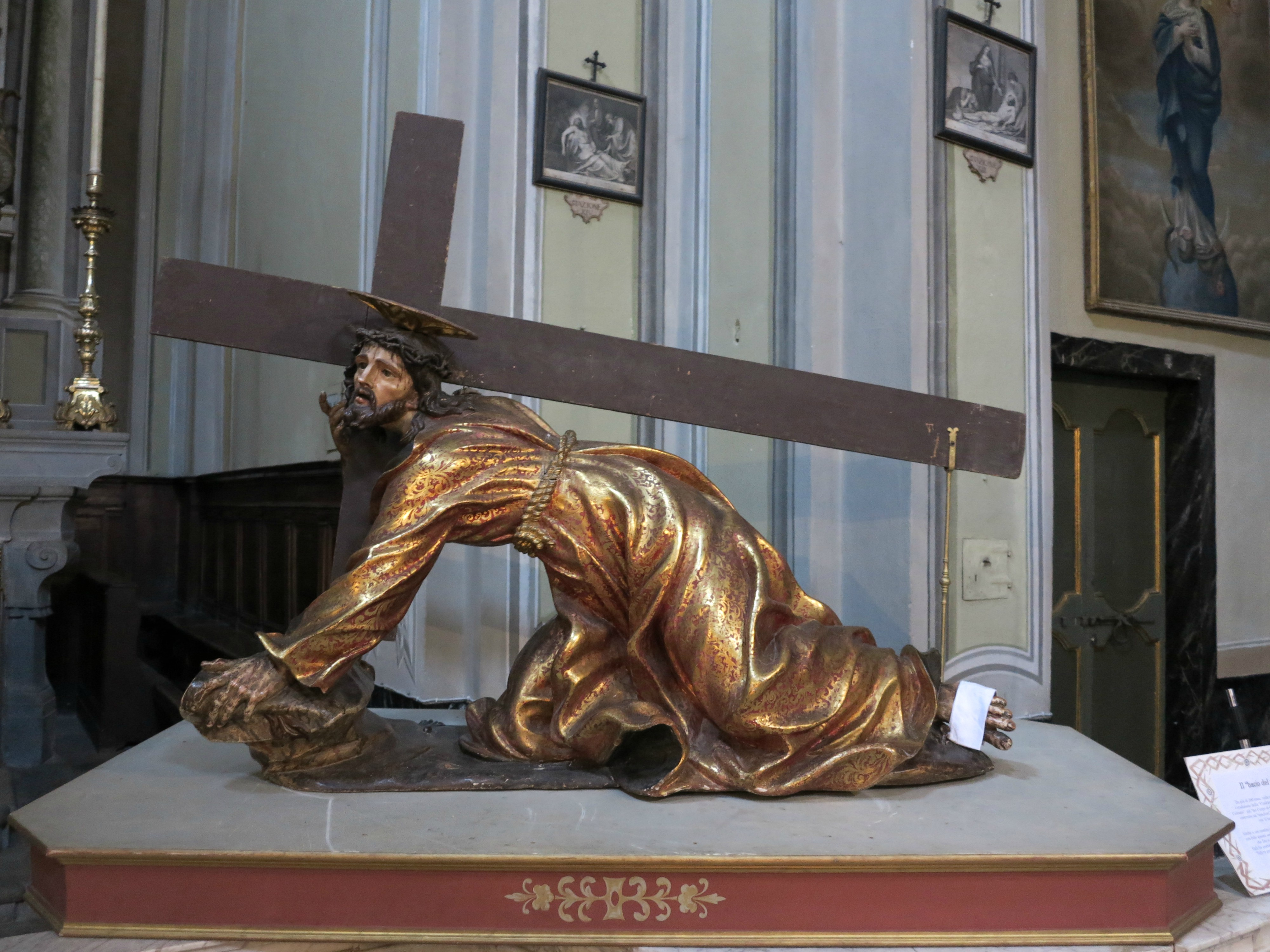
Cristo che va al Calvario di Giovanni Setti
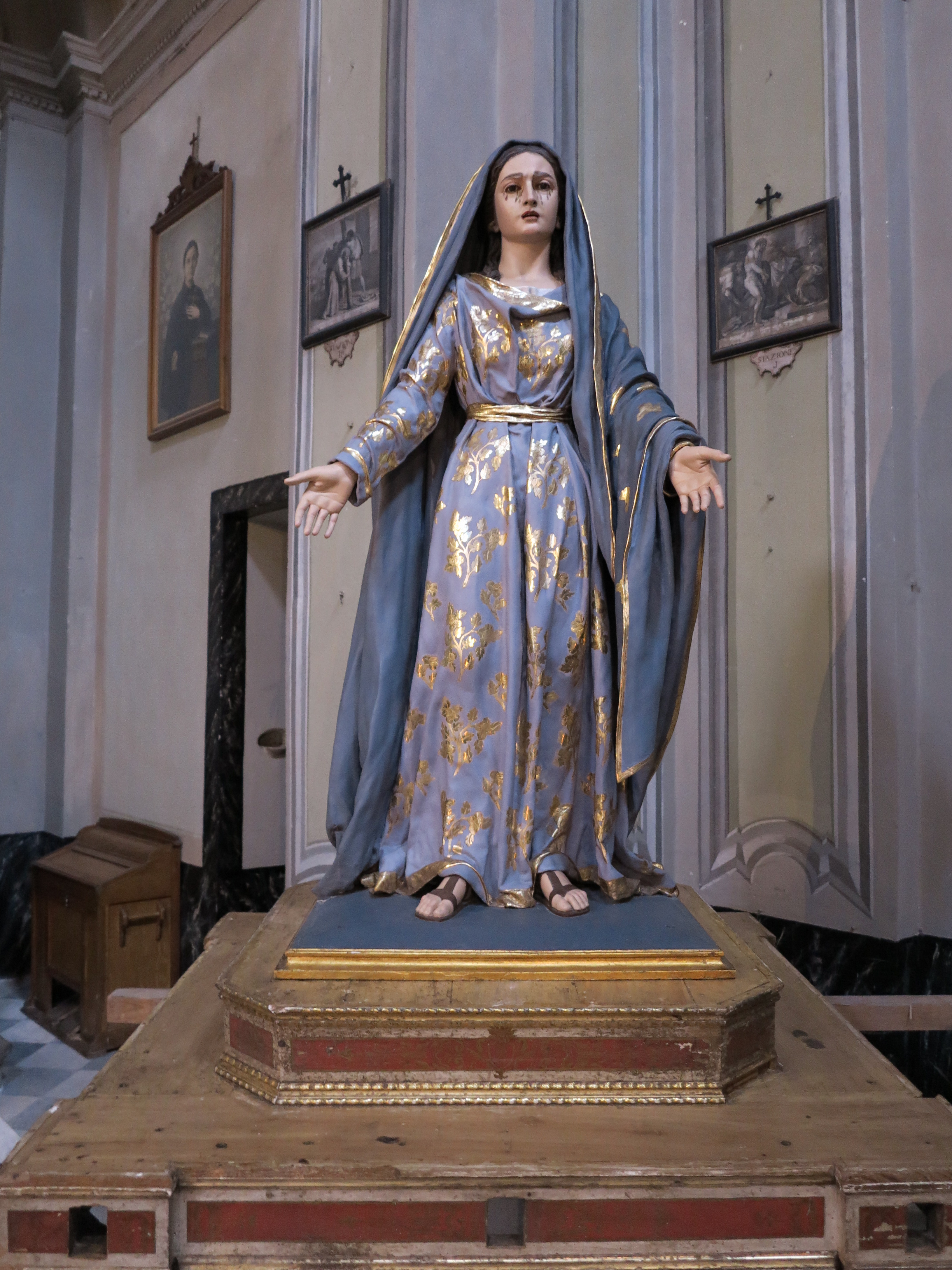
Addolorata dello scultore Farina
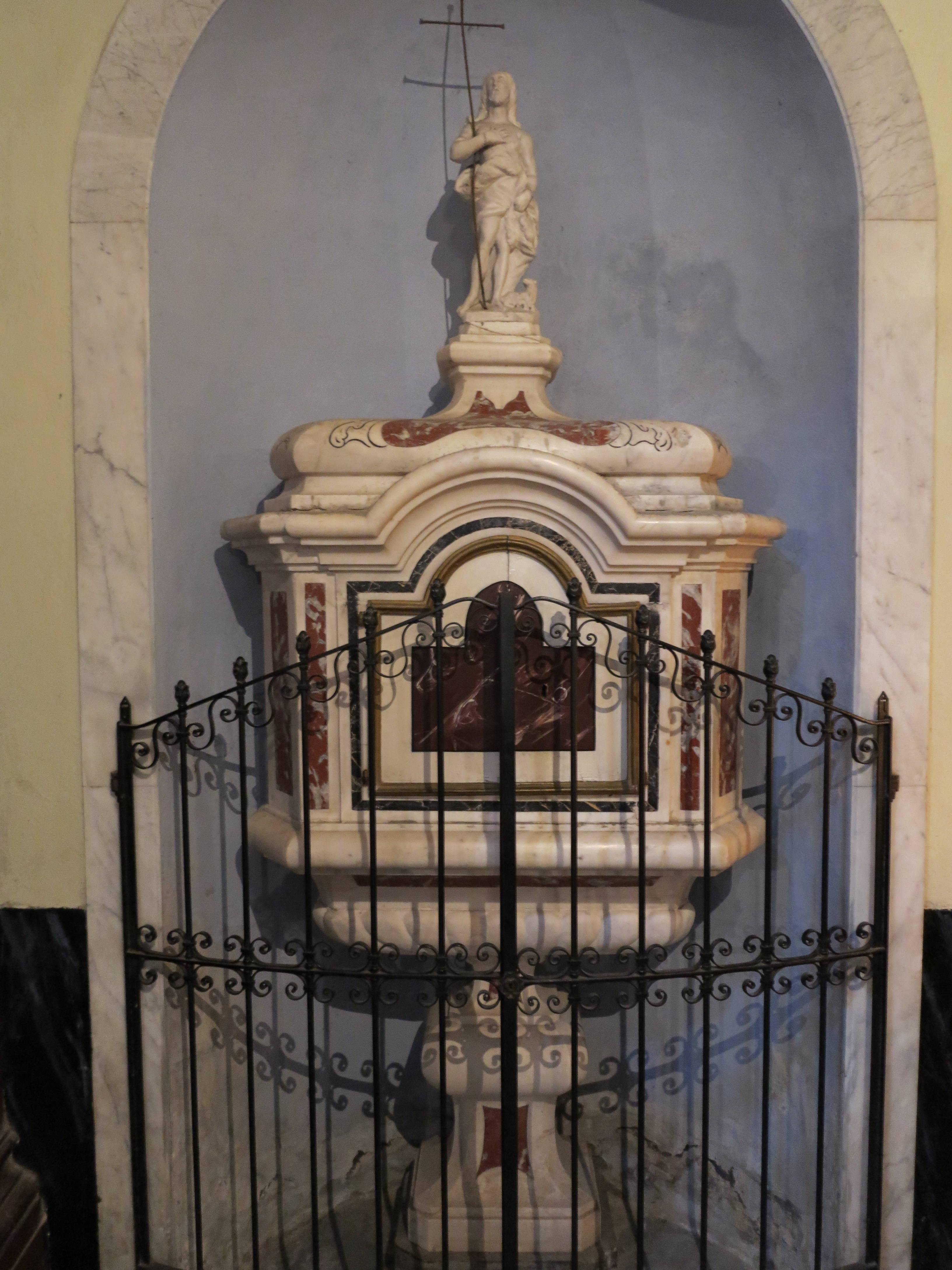
Fonte battesimale